# Kirsten Madsdatter
Kirsten Madsdatter (... – 1612) fu un'amante del re Cristiano IV di Danimarca.

## Biografia

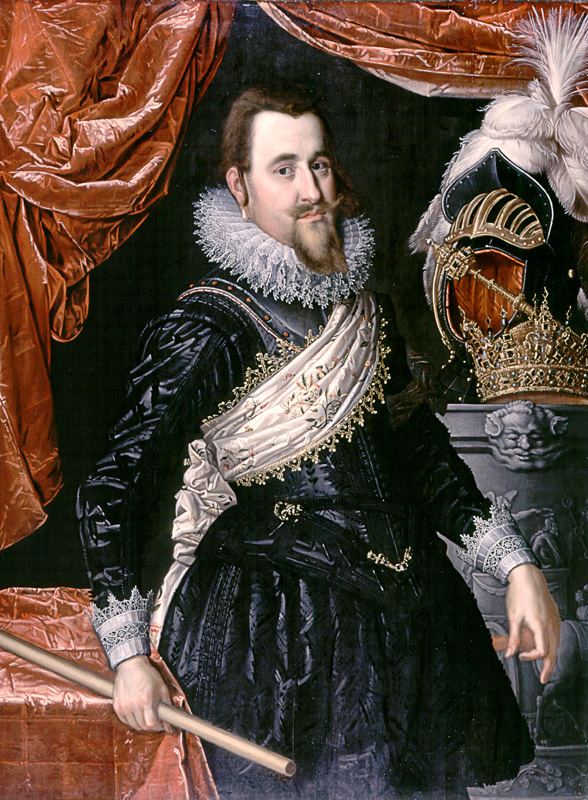
Cristiano IV di Danimarca

Era figlia del sindaco di Copenaghen Mathias Hansen.
Entrò a corte come cameriea della regina Anna caterina del Brandeburgo, prima moglie di Cristiano IV.
La loro relazione iniziò prima della morte della regina avvenuta nel 1612, come testimonia la nascita di un figlio:
- Christian Ulrik Gyldenløve (3 febbraio 1611-Meinertshagen 6 ottobre 1640), colonnello nell'esercito spagnolo;

Kirsten morì nel 1613 e venne sostituita come amante ufficiale da Karen Andersdatter.